# Списак сликара/Ш
| Сликари: A Б В Г Д Ђ Е Ж З И Ј К Л Љ М Н Њ О П Р С Т Ћ У Ф Х Ц Ч Џ Ш |

## Ш
Пјер Пиви де Шавен (1824—1898)
Наташа Шавија (рођена 1967), српска сликарка
Марк Шагал (1887—1985), белоруски сликар
Жан-Батист-Симеон Шарден (1699—1779), француски сликар
Каролин Шарио-Даје (рођена 1958), белгијска сликарка
Никола Шарле (1792—1845), сликар
Курт Швитерс (1887—1948), немачки сликар
Леонид Шејка (1932—1970), српски сликар
Јозеф Шерментовски (1833—1876 ), пољски сликар
Егон Шиле (1890—1918), аустријски сликар
Рудолф Шлихтер (1890—1955), немачки сликар
Ричард Шмид (рођен 1934), амерички сликар
Џорџ Шмит (рођен 1944), амерички сликар
Џулијан Шнејбел (рођен 1952), америчкии сликар
Мартин Шноник (рођен 1460), пољски сликар
П. А. Шоу (1844—1914), дански сликар
Карл Шраг (рођен 1912), амерички сликар
Франц фон Штук (1863—1928), немачки сликар
Јанез Шубић (1850—1889, словеначки сликар
Данијел Шулц (1615—1683), пољски сликар
Сава Шумановић (1896—1942), српски сликар
Хенрик Шчиглински (1881—1944), пољски сликар
| Сликари: A Б В Г Д Ђ Е Ж З И Ј К Л Љ М Н Њ О П Р С Т Ћ У Ф Х Ц Ч Џ Ш |